# Эксетер Сити
«Э́ксетер Си́ти» (полное название — Футбольный клуб «Эксетер Сити»; англ. Exeter City Football Club, английское произношение: [ˈɛksɪtər ˈsɪtɪ 'futbɔ:l klʌb]) — английский профессиональный футбольный клуб из города Эксетер, графство Девон, Юго-Западная Англия. Основан в 1901 году. Домашние матчи проводит на стадионе «Сент-Джеймс Парк» в Эксетере, вмещающем более восьми тысяч зрителей. Цвета клуба — бело-красные.
В настоящее время выступает в Лиге 1, третьем по значимости дивизионе в системе футбольных лиг Англии.
Четвертьфиналист Кубка Англии в сезонах 1930/31 и 1980/81.
Клуб известен тем, что именно против «Эксетер Сити» национальная сборная Бразилии провела свой первый матч в истории во время турне «Эксетера» по Южной Америке в 1914 году. Результат матча, состоявшегося 27 июля 1914 года в Рио-де-Жанейро, в разных источниках отличается — 2:0 в пользу бразильцев или 3:3.

## История клуба
«Эксетер Сити» был основан в 1904 году в результате слияния клубов «Эксетер Юнайтед» (англ. Exeter United F.C.) и «Сент-Сидвелл Юнайтед» (англ. St Sidwell's United). «Эксетер Юнайтед» выступал в 1890—1904 годах, после чего слился с «Сент-Сидвелл Юнайтед», который, в свою очередь, был основан в 1901 году, и именно эта дата считается годом основания «Эксетер Сити».
С 2004 года клуб находится в управлении фонда, созданного болельщиками команды (англ. Exeter City Supporters Trust). Два бывших директора, входивших в руководство клубом в сезоне 2002/03, в 2007 году были осуждены за махинации и растраты, которые привели к долгам в несколько миллионов фунтов стерлингов.

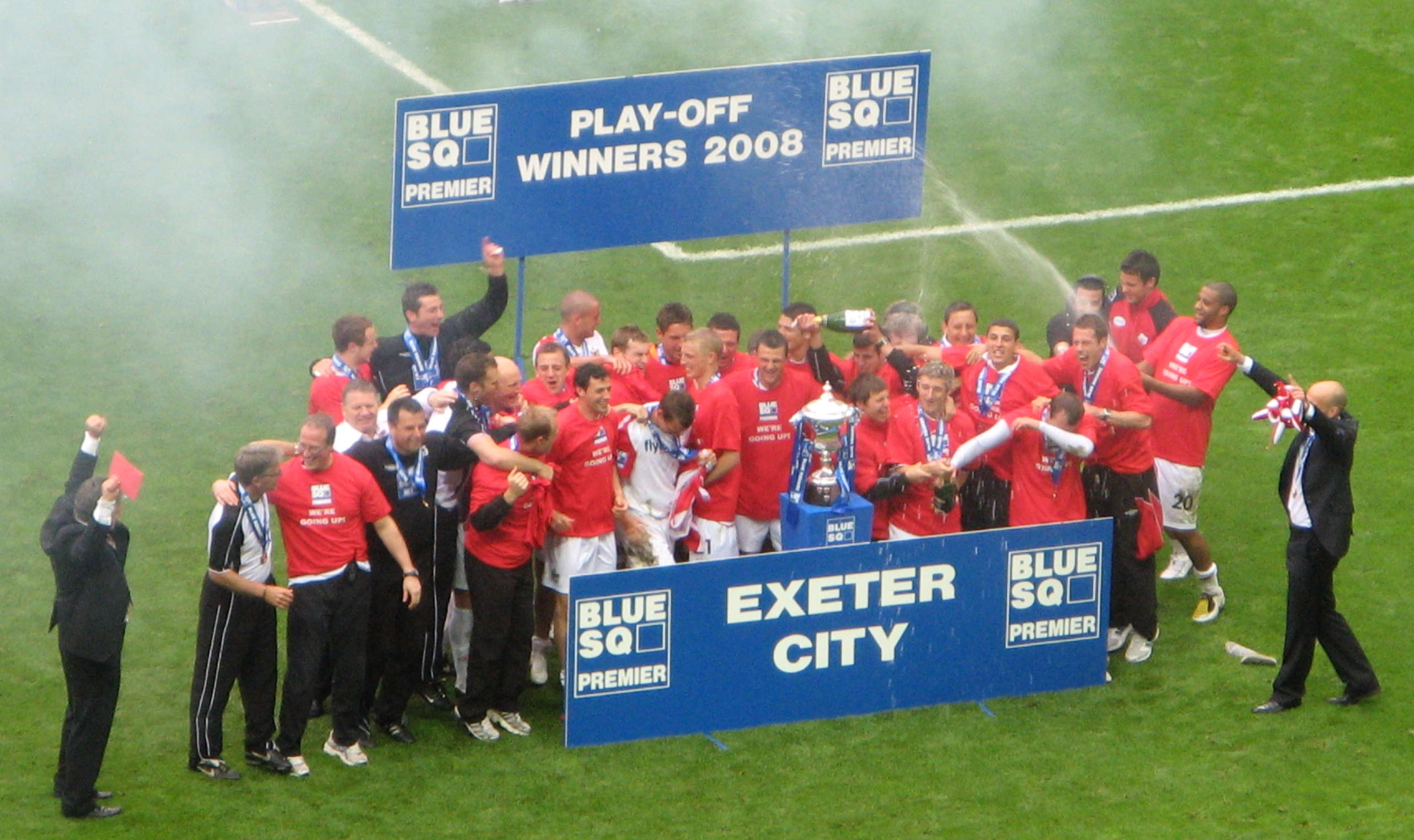
«Эксетер Сити» празднует успех в финале плей-офф Конференции в сезоне 2007/08

Тренером клуба в 2006—2018 годах был уроженец Мальты Пол Тисдейл (род. 1973). Именно с Тисдейлом связаны успехи клуба, когда «Эксетер» сумел за два сезона подняться из Национальной Конференции в Лигу 1, сходу преодолев Лигу 2.

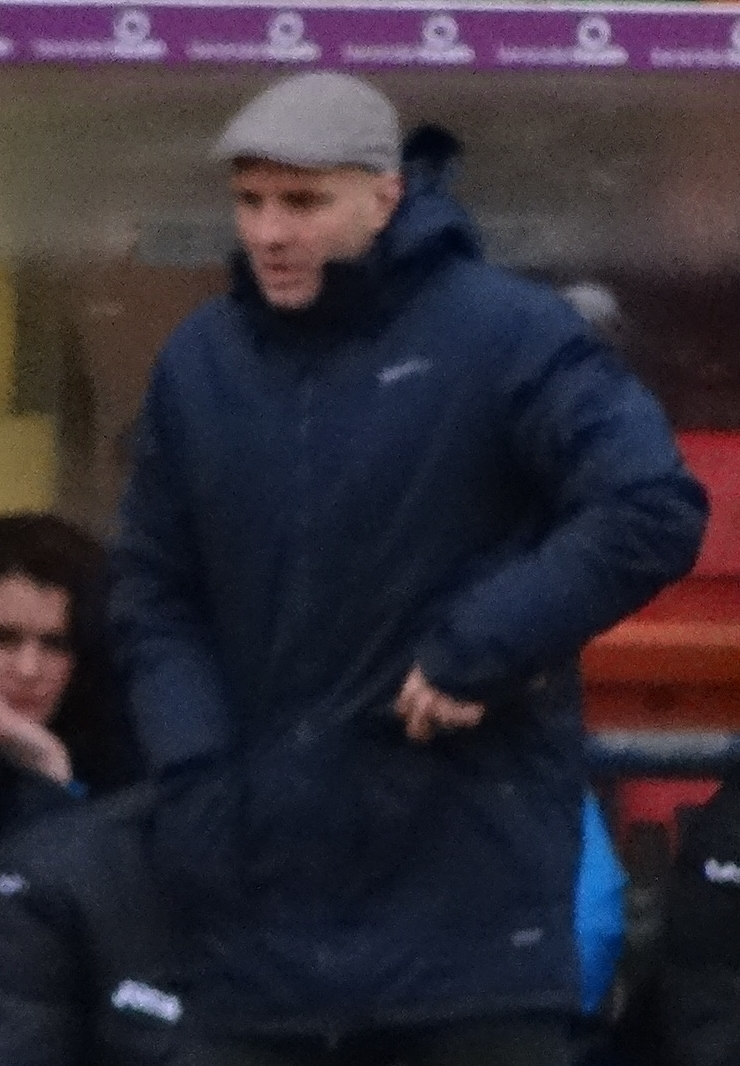
Главный тренер клуба в 2006—2018 годах Пол Тисдейл

В Лиге 1 «Эксетер Сити» провёл три сезона (2009/10, 2010/11, 2011/12), самым успешным из которых стал второй, когда команда заняла восьмое место, одержав 20 побед в 46 матчах. Однако уже в сезоне 2011/12 «Эксетер» занял предпоследнее место (всего 10 побед) и вылетел обратно в Лигу 2.

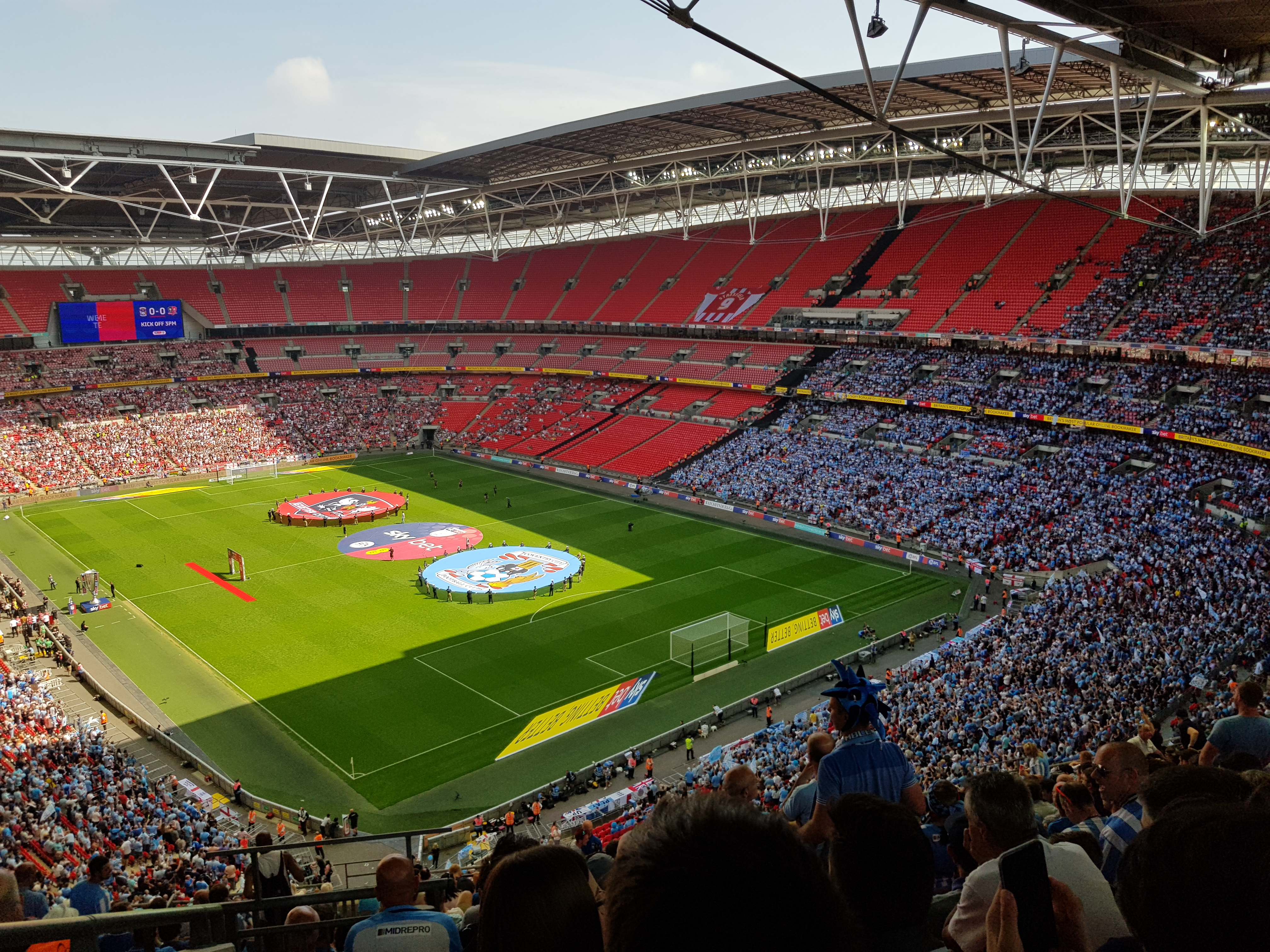
Финал плей-офф 2018 года за выход Лигу 1 между «Ковентри Сити» и «Эксетер Сити» на «Уэмбли»

В сезонах 2016/17 и 2017/18 «Эксетер Сити» был близок к возвращению в Лигу 1, но оба раза проигрывал в финале плей-офф на «Уэмбли», сначала «Блэкпулу» (1:2), а через год — «Ковентри Сити» (1:3). После этого Пол Тисдейл покинул команду, проведя в клубе 12 лет. Под руководством Тисдейла команда провела 626 матчей, из которых выиграла 241. Новым главным тренером стал 36-летний Мэтт Тейлор, который выступал за клуб в 2007—2011 годах.
В сезоне 2019/20, который был прерван из-за пандемии COVID-19, «Эксетер» вновь дошёл до финала плей-офф за выход в Лигу 1, где на «Уэмбли» без зрителей был разгромлен клубом «Нортгемптон Таун» (0:4). Наконец, в сезоне 2021/22 «Эксетер Сити» занял второе место в Лиге 2, лишь по разнице мячей уступив первое место «Форест Грин Роверс», и напрямую вышел в Лигу 1.
Одним из самых известных матчей «Эксетера» (игравшего тогда в Конференции) является ничья 0:0 с «Манчестер Юнайтед» на «Олд Траффорд» в третьем раунде Кубка Англии 2004/05. В переигровке дома «Эксетер» уступил 0:2, тем не менее средства, полученные от этих матчей («Эксетер» получил более 650 тыс. фунтов стерлингов за билетные сборы на «Олд Траффорд», а ответный матч принёс доход от продажи телевизионных прав, т. к. транслировался по телевидению) помогли клубу выбраться из сложной финансовой ситуации.
В 2004 году в рамках празднования 100-летия клуба «Эксетер Сити» сыграл на домашнем стадионе с командой известных бразильских футболистов, в числе которых были Карека и Дунга (гости победили 1:0). Выбор бразильской команды был связан с тем, что в 1914 году «Эксетер» совершил турне по Южной Америке, где встречался и с национальной сборной Бразилии.
Клуб тренировали несколько бывших игроков сборной Англии: Джерри Фрэнсис (1983—1984), Терри Купер (1988—1991 и 1994—1995), чемпион мира 1966 года Алан Болл (1991—1994).
В 2002 году почётным менеджером клуба стал американский певец Майкл Джексон, который посещал «Сент Джеймс Парк» вместе со своим другом Ури Геллером.
Известным поклонником «Эксетер Сити» является уроженец Эксетера Крис Мартин из Coldplay. Среди других известных поклонников клуба — певица Джосс Стоун и чемпион мира по плаванию, уроженец Эксетера Лиам Тэнкок.
Номер 9 был выведен из обращения на период с 2010 по 2019 год в память об умершем от рака в августе 2010 года 31-летнем форварде Адаме Стэнсфилде, выступавшем за клуб в 2006—2010 годах.

## Стадион

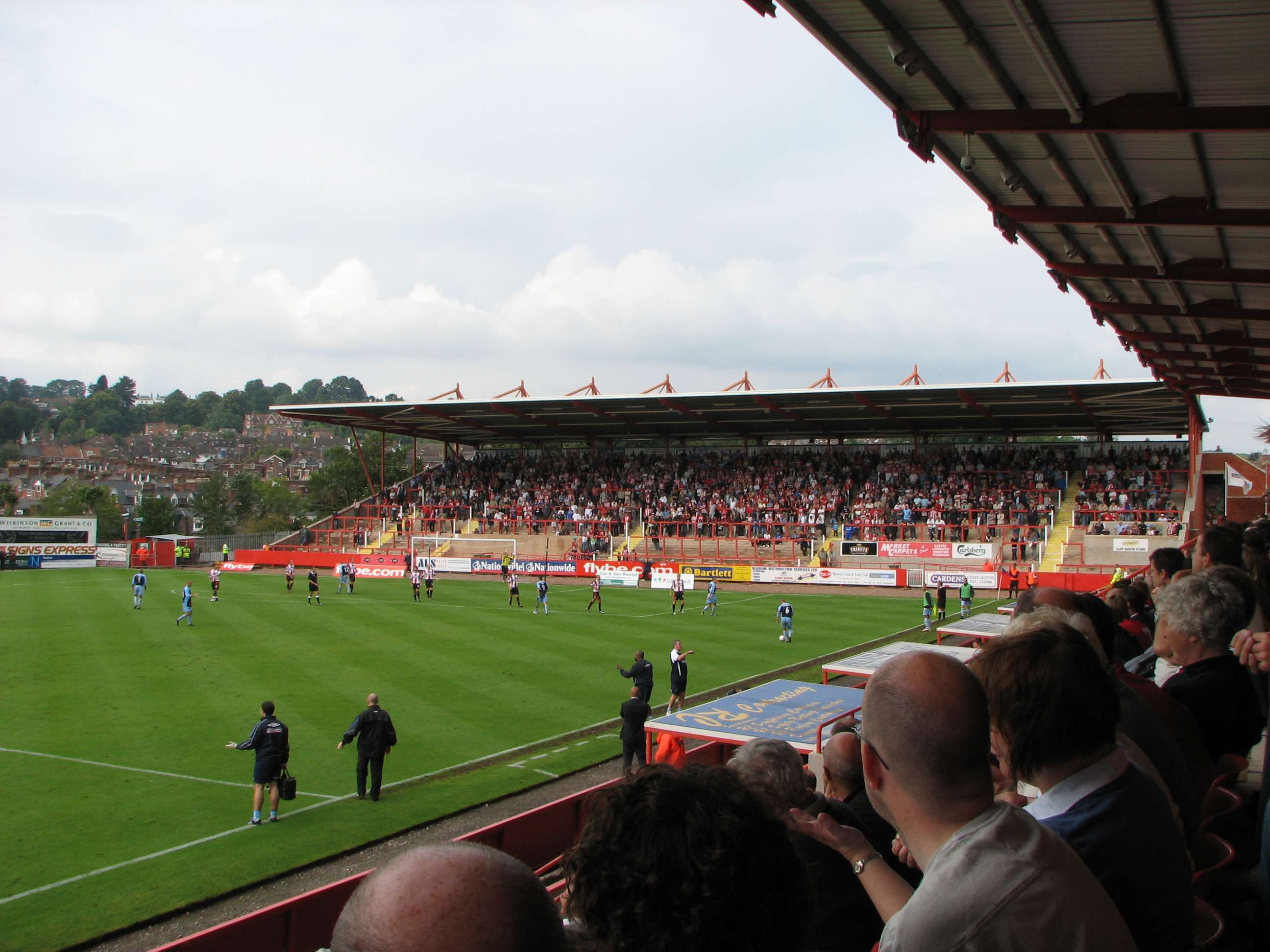
Стадион «Сент-Джеймс Парк», на котором выступает «Эксетер Сити»

Стадион «Сент-Джеймс Парк» был построен и открыт в 1904 году. Стадион находится рядом с железнодорожной станцией «Сент-Джеймс Парк». В настоящее время вмещает 8 830 зрителей. Рекорд посещаемости (20 984 зрителя) был установлен в 1931 году во время переигровки 6-го раунда Кубка Англии «Эксетер Сити» — «Сандерленд», в которой гости одержали победу 4:2.
Самая большая трибуна стадиона, вмещающая 3971 зрителя (все места — стоячие), названа в честь знаменитого форварда лондонского «Арсенала» Клиффа Бастина (1912—1991), начинавшего в 1928—1929 годах карьеру в «Эксетер Сити».
В ноябре 2006 года женская молодёжная сборная Англии принимала на стадионе команду Франции (1:1). В феврале 2008 года на стадионе играла третья сборная Англии (англ. England C), принимавшая команду Уэльса (2:1).
Интересно, что стадион носит точно такое же название, как и знаменитая арена клуба «Ньюкасл Юнайтед» в Ньюкасл-апон-Тайне. В английском языке названия немного отличаются: St James Park (Эксетер) и St James' Park (Ньюкасл). Небольшой стадион клуба «Брэкли Таун» также носит название «Сент-Джеймс Парк».

## Наиболее принципиальные соперники
Исторически самым принципиальным соперником «Эксетер Сити» является его южный сосед «Плимут Аргайл» (Плимут расположен в 69 км от Эксетера). В сезоне 2015/16 эти клубы вместе играли во Второй Футбольной лиге Англии. Хотя в сезоне «Плимут» выступил гораздо успешнее «Эксетера» (пятое место против 14-го), в очных встречах «Эксетер» одержал две победы (2:1 дома и в гостях). Если бы «Плимут» сумел победить в этих двух матчах, то напрямую вышел бы в Первую Футбольную лигу, а из-за этих поражений был вынужден играть в плей-офф и не сумел подняться в более сильную лигу. В сезоне 2016/17 соперничество «Плимута» и «Эксетера» продолжилось. Другим соперником «Эксетера» является «Торки Юнайтед» (город Торки находится всего в 29 км от Эксетера). В сезоне 2015/16 «Торки» играл лигой ниже «Эксетера» (Национальная лига Англии 2015/2016) и занял только 18-е место.
Эти противостояния входят в так называемые дерби Уэст-Кантри. Другие клубы из этого региона — «Бристоль Сити», «Бристоль Роверс» и «Йовил Таун» (соперничество с этими клубами не является для «Эксетера» столь важным, как с «Плимутом» и «Торки»).

## Зал славы
В 2014 году клуб совместно с Эксетерским университетом и несколькими фондами и трастами (National Lottery Heritage Fund, South West Heritage Trust, Exeter City Supporters' Trust) создал Зал славы «Эксетер Сити». В Зал славы были включены:
- 2014[2]
  -  Дик Пим — играл за «Эксетер» в 1911—1922 годах (с перерывом на участие в Первой мировой войне), затем перешёл в «Болтон», с которым трижды выигрывал Кубок Англии
  -  Нобби Кларк (годы выступления — 1927—1937)
  -  Клифф Бастин (1928—1929) — один из лучших бомбардиров в истории лондонского «Арсенала», игрок сборной Англии, его именем названа одна из трибун «Сент-Джеймс Парка»
  -  Арнольд Митчелл (1952—1966)
  -  Алан Бэнкс[англ.] (1963—1966, 1967—1973)
  -  Дермот Кертис  (1963—1966, 1967—1969)
  -  Джимми Джайлз (1971—1975, 1977—1981)
  -  Тони Келлоу[англ.] (1976—1978, 1980—1984, 1985—1988)
- 2017[3]
  -  Сид Томас (1904—1908)
  -  Грэм Рис (1954—1966)
  -  Питер Хэтч (1973—1982)
  -  Адам Стэнсфилд (2006—2010)